# Jacques Demers
Jacques Demers, född 25 augusti 1944, är en kanadensisk före detta ishockeytränare, sportkommentator och politiker. 
Han var verksam i den nordamerikanska ishockeyligan National Hockey League (NHL) mellan 1979 och 1999. Demers tränade Quebec Nordiques (1979–1980), St. Louis Blues (1983–1986), Detroit Red Wings (1986–1990), Montreal Canadiens (1992–1996) och Tampa Bay Lightning (1997–1999). Han är den enda som har blivit utsedd till årets tränare två säsonger i rad (1986–1987 och 1987–1988) sen utmärkelsen introducerades 1974. Demers lyckades också vinna en Stanley Cup med Canadiens för säsongen 1992–1993 när han tränade dem..
Innan han  kom till NHL var han bland annat tränare för Indianapolis Racers (1975–1977), Cincinnati Stingers (1977–1978) och Quebec Nordiques (1978–1979) i World Hockey Association (WHA) och Fredericton Express (1981–1983) i American Hockey League (AHL).
2005 släppte han en biografi med titeln En toutes lettres och avslöjade att han lider av funktionell analfabetism. Demers var sportkommentator för TV-kanalen RDS fram tills 2009 när han blev utsedd som senator i det kanadensiska senaten för valdistriktet Rigaud i Québec. Han var först konservativ (2009–2015) och sen politisk vilde (2015–2019). I augusti 2019 lämnade Demers senaten.

## Tränarstatistik
| Lag                 | Säsong       | Liga         | Grundserie | Grundserie | Grundserie | Grundserie | Grundserie | Grundserie      | Slutspel                   |
| Lag                 | Säsong       | Liga         | Matcher    | Vinster    | Förluster  | Oavgjorda  | Poäng      | Slutplacering   | Resultat                   |
| ------------------- | ------------ | ------------ | ---------- | ---------- | ---------- | ---------- | ---------- | --------------- | -------------------------- |
| Indianapolis Racers | 1975–1976    | WHA          | 75         | 34         | 35         | 6          | 74         | 1:a i East      | Förlorade i andra rundan.  |
| Indianapolis Racers | 1976–1977    | WHA          | 81         | 36         | 37         | 8          | 80         | 3:e i East      | Förlorade i andra rundan.  |
| Cincinnati Stingers | 1977–1978    | WHA          | 75         | 33         | 39         | 3          | (69)       | 7:e             | Sparken.                   |
| Quebec Nordiques    | 1978–1979    | WHA          | 80         | 41         | 34         | 5          | 87         | 2:a             | Förlorade i andra rundan.  |
| Quebec Nordiques    | 1979–1980    | NHL          | 80         | 25         | 44         | 11         | 61         | 5:e i Adams     | Missade slutspel.          |
| Fredericton Express | 1981–1982    | AHL          | 80         | 20         | 55         | 5          | 45         | 5:e i North     | Missade slutspel.          |
| Fredericton Express | 1982–1983    | AHL          | 80         | 45         | 27         | 8          | 98         | 1:a i North     | Förlorade i andra rundan.  |
| St. Louis Blues     | 1983–1984    | NHL          | 80         | 32         | 41         | 7          | 71         | 2:a i Norris    | Förlorade i andra rundan.  |
| St. Louis Blues     | 1984–1985    | NHL          | 80         | 37         | 31         | 12         | 86         | 1:a i Norris    | Förlorade i första rundan. |
| St. Louis Blues     | 1985–1986    | NHL          | 80         | 37         | 34         | 9          | 83         | 3:e i Norris    | Förlorade i tredje rundan. |
| Detroit Red Wings   | 1986–1987    | NHL          | 80         | 34         | 36         | 10         | 78         | 4:e i Norris    | Förlorade i tredje rundan. |
| Detroit Red Wings   | 1987–1988    | NHL          | 80         | 41         | 28         | 11         | 93         | 1:a i Norris    | Förlorade i tredje rundan. |
| Detroit Red Wings   | 1988–1989    | NHL          | 80         | 34         | 34         | 12         | 80         | 1:a i Norris    | Förlorade i första rundan. |
| Detroit Red Wings   | 1989–1990    | NHL          | 80         | 28         | 38         | 14         | 70         | 5:e i Norris    | Missade slutspel.          |
| Montreal Canadiens  | 1992–1993    | NHL          | 84         | 48         | 30         | 6          | 102        | 3:e i Adams     | Vann Stanley Cup-finalen.  |
| Montreal Canadiens  | 1993–1994    | NHL          | 84         | 41         | 29         | 14         | 96         | 3:e i Northeast | Förlorade i första rundan. |
| Montreal Canadiens  | 1994–1995    | NHL          | 48         | 18         | 23         | 7          | 43         | 6:e i Northeast | Missade slutspel.          |
| Montreal Canadiens  | 1995–1996    | NHL          | 5          | 0          | 5          | 0          | (0)        | 3:e i Northeast | Sparken.                   |
| Tampa Bay Lightning | 1997–1998    | NHL          | 63         | 15         | 40         | 8          | 44         | 7:e i Atlantic  | Missade slutspel.          |
| Tampa Bay Lightning | 1998–1999    | NHL          | 82         | 19         | 54         | 9          | 47         | 4:e i Southeast | Missade slutspel.          |
| Totalt (NHL)        | Totalt (NHL) | Totalt (NHL) | 1006       | 409        | 467        | 130        | 954        |                 |                            |
| Totalt (WHA)        | Totalt (WHA) | Totalt (WHA) | 311        | 144        | 145        | 22         | 310        |                 |                            |
| Totalt (AHL)        | Totalt (AHL) | Totalt (AHL) | 160        | 65         | 82         | 13         | 143        |                 |                            |